# Lithocarpus mekongensis
Lithocarpus mekongensis (A.Camus) C.C.Huang & Y.T.Zhang – gatunek roślin z rodziny bukowatych (Fagaceae Dumort.). Występuje naturalnie w Laosie, Wietnamie oraz południowych Chinach (w południowej części Junnanu). 

## Morfologia
PokrójZimozielone drzewo dorastające do 10 m wysokości.
LiścieBlaszka liściowa ma kształt od eliptycznego do owalnie eliptycznego. Mierzy 10–15 cm długości oraz 4–5 cm szerokości, jest całobrzega, ma klinową nasadę i spiczasty wierzchołek. Ogonek liściowy jest nagi i ma 5–10 mm długości.
OwoceOrzechy o kulistawym kształcie, dorastają do 5–8 mm długości i 11–14 mm średnicy. Osadzone są pojedynczo w miseczkach w kształcie kubka, które mierzą 3–5 mm długości i 10–12 mm średnicy. Orzechy otulone są w miseczkach do 10–20% ich długości.

## Biologia i ekologia
Rośnie w wiecznie zielonych lasach. Występuje na wysokości około 1000 m n.p.m. Kwitnie od października do grudnia, natomiast owoce dojrzewają od sierpnia do października.